# 堀米勇輝
堀米 勇輝（ほりごめ ゆうき、1992年12月13日 - ）は、山梨県甲府市出身のプロサッカー選手。Jリーグ・愛媛FC所属。ポジションはミッドフィールダー（MF）。

## 来歴
2007年にU-15日本代表に初選出されて以降、プラチナ世代と呼ばれる激戦区において常に世代別代表に選出。2009 FIFA U-17ワールドカップでは全試合で先発出場している。
中学生のときからヴァンフォーレ甲府のアカデミーで育ち、U-18在籍中の2010年4月に2種登録選手としてトップチームに登録され、同年8月にプロC契約を結んだ。
2011年の開幕戦で途中出場しJリーグデビュー。この年は途中出場で3試合に出場するも、チームはJ2に降格した。
2012年は城福浩監督が就任し、開幕戦で先発出場を果たすなど大きく期待されたが徐々に出場機会が減少したものの、シーズン21試合に出場した。また、8月12日の水戸ホーリーホック戦でJ初ゴールを挙げた。
2012年12月に呂比須ワグナーが監督を務めるブラジル・コメルシアウFCへ2週間の留学。期限付き移籍の話も出たが就労ビザの問題によって断念したと報じられた。
2013年シーズン途中でロアッソ熊本へ期限付き移籍。期間は2013年5月1日から8月26日までであったが、8月6日に、期限付き移籍期間延長が発表された。新しい期限は2014年1月1日までである。2013年12月11日、期限付き移籍満了が発表された。
2014年から愛媛FCへ1年間の期限付き移籍。この年はチームで唯一の全試合フル出場を果たした。2015年は甲府に復帰し、主に試合途中から起用され12試合に出場した。
2016年から京都サンガF.C.に完全移籍した。「移籍を決めた一番の理由」として同クラブの監督が愛媛時代に指導を受けた石丸清隆であることをあげた。攻撃陣の中心選手としてプレーし、得点数はチームトップの7点を記録
2017年から完全移籍でヴァンフォーレ甲府へ復帰。4月30日、第9節のヴィッセル神戸戦でJ1初得点を決めた。
2019年から完全移籍でジェフユナイテッド市原・千葉に加入。
2021年はモンテディオ山形に期限付き移籍。
2022年、サガン鳥栖に完全移籍で加入した。
2025年8月19日、 愛媛FCに期限付き移籍が発表された。

## 所属クラブ
- 1999年 - 2004年 大里SSS（甲府市立大里小学校）
- 2005年 - 2007年 ヴァンフォーレ甲府ジュニアユース（甲府市立城南中学校）
- 2008年 - 2010年 ヴァンフォーレ甲府U-18（山梨学院大学附属高校）
  - 2010年4月 - 同年7月  ヴァンフォーレ甲府（2種登録選手）
- 2010年8月 - 2015年  ヴァンフォーレ甲府
  - 2013年5月 - 同年12月  ロアッソ熊本（期限付き移籍）
  - 2014年  愛媛FC（期限付き移籍）
- 2016年   京都サンガF.C.
- 2017年 - 2018年  ヴァンフォーレ甲府
- 2019年 - 2021年  ジェフユナイテッド市原・千葉
  - 2021年  モンテディオ山形（期限付き移籍）
- 2022年 -  サガン鳥栖
  - 2025年8月  愛媛FC（期限付き移籍）

## 個人成績
| 国内大会個人成績 | 国内大会個人成績 | 国内大会個人成績 | 国内大会個人成績 | 国内大会個人成績 | 国内大会個人成績 | 国内大会個人成績 | 国内大会個人成績 | 国内大会個人成績 | 国内大会個人成績 | 国内大会個人成績 | 国内大会個人成績 |
| 年度             | クラブ           | 背番号           | リーグ           | リーグ戦         | リーグ戦         | リーグ杯         | リーグ杯         | オープン杯       | オープン杯       | 期間通算         | 期間通算         |
| 年度             | クラブ           | 背番号           | リーグ           | 出場             | 得点             | 出場             | 得点             | 出場             | 得点             | 出場             | 得点             |
| 日本             | 日本             | 日本             | 日本             | リーグ戦         | リーグ戦         | リーグ杯         | リーグ杯         | 天皇杯           | 天皇杯           | 期間通算         | 期間通算         |
| ---------------- | ---------------- | ---------------- | ---------------- | ---------------- | ---------------- | ---------------- | ---------------- | ---------------- | ---------------- | ---------------- | ---------------- |
| 2010             | 甲府             | 32               | J2               | 0                | 0                | -                | -                | 0                | 0                | 0                | 0                |
| 2011             | 甲府             | 24               | J1               | 3                | 0                | 0                | 0                | 2                | 0                | 5                | 0                |
| 2012             | 甲府             | 24               | J2               | 21               | 1                | -                | -                | 1                | 0                | 22               | 1                |
| 2013             | 甲府             | 24               | J1               | 0                | 0                | 3                | 0                | -                | -                | 3                | 0                |
| 2013             | 熊本             | 28               | J2               | 25               | 4                | -                | -                | 1                | 0                | 26               | 4                |
| 2014             | 愛媛             | 14               | J2               | 42               | 8                | -                | -                | 3                | 1                | 45               | 9                |
| 2015             | 甲府             | 14               | J1               | 12               | 0                | 6                | 1                | 3                | 0                | 21               | 1                |
| 2016             | 京都             | 11               | J2               | 37               | 7                | -                | -                | 2                | 0                | 39               | 7                |
| 2017             | 甲府             | 11               | J1               | 21               | 2                | 5                | 0                | 1                | 0                | 27               | 2                |
| 2018             | 甲府             | 7                | J2               | 27               | 5                | 3                | 0                | 0                | 0                | 30               | 5                |
| 2019             | 千葉             | 8                | J2               | 27               | 1                | -                | -                | 1                | 0                | 28               | 1                |
| 2020             | 千葉             | 8                | J2               | 23               | 2                | -                | -                | -                | -                | 23               | 2                |
| 2021             | 山形             | 11               | J2               | 8                | 0                | -                | -                | 0                | 0                | 8                | 0                |
| 2022             | 鳥栖             | 44               | J1               | 26               | 3                | 3                | 0                | 3                | 0                | 32               | 3                |
| 2023             | 鳥栖             | 44               | J1               | 28               | 3                | 4                | 0                | 2                | 0                | 34               | 3                |
| 2024             | 鳥栖             | 21               | J1               | 24               | 0                | 0                | 0                | 3                | 0                | 27               | 0                |
| 通算             | 日本             | 日本             | J1               | 114              | 8                | 21               | 1                | 14               | 0                | 149              | 9                |
| 通算             | 日本             | 日本             | J2               | 210              | 28               | 3                | 0                | 8                | 1                | 221              | 29               |
| 総通算           | 総通算           | 総通算           | 総通算           | 324              | 36               | 24               | 1                | 22               | 1                | 370              | 38               |

その他公式戦
- 2016年
  - J1昇格プレーオフ 1試合0得点

## 代表歴
- U-15日本代表
  - 2007年 - AFC U-16選手権・予選
- U-16日本代表
  - 2008年 - AFC U-16選手権
- U-17日本代表
  - 2009年 - FIFA U-17ワールドカップ
- U-19日本代表